# Ellsworth Paine Killip
Ellsworth Paine Killip (2 de septiembre de 1890, Rochester, Nueva York–21 de noviembre de 1968, Redlands, California) fue un botánico estadounidense.
Se graduó como licenciado en la Universidad de Rochester en 1911 y trabajó como curador asociado de la Academia de ciencia de Rochester hasta 1917. Prestó servicio militar entre 1918 y 1919 y fue condecorado. Después de la guerra, lo designaron un ayudante en la división de plantas en el Instituto Smithsoniano y fue designado curador principal en 1946. Ellsworth se jubiló en 1950 a la edad de 60 años.
Ellsworth fue coleccionista de plantas y recolectó extensamente especies y variedades en los Estados Unidos de Norteamérica, especialmente en la Florida (1935-1940, 1950-1956) y en Colombia (1917-1948). Él también recogió especímenes en Argentina, Brasil (1929), Chile, Cuba (1931 y 1937), Jamaica (1916, 1920), Panamá (1917-18, 1948), Perú (1929), y Venezuela (1943). Él acompañó a menudo a otros botánicos tales como A. C. Smith, E. C. Leonard, W. R. Maxon, F. W. Pennell, y P. C. Standley.
Se especializó en Bomarea (Amaryllidaceae) así como Leguminosae y Passifloraceae, y su nombre está unido a más de 600 nombres de especies. Cerca de 150 especies fueron nombradas por él. Fue miembro correspondiente de la Sociedad de Ciencia Natural de Venezuela.
- La abreviatura «Killip» se emplea para indicar a Ellsworth Paine Killip como autoridad en la descripción y clasificación científica de los vegetales.[1]